# Dansevise
"Dansevise" (Pjesma za ples) je pjesma koju su pjevali Grethe Ingmann i Jørgen Ingmann na Euroviziji 1963. i pobijedili. Pjesmu je skladao Otto Francker a tekst napisao Sejr Volmer-Sørensen.
Pjesma je pjevana iz perspektive žene koja pleše sama uz glazbu, bez svoga ljubavnika. Nije joj jasno zašto ju je ljubavnik napustio. Kroz pjesmu ga poziva natrag k sebi kako bi ponovno plesali zajedno.
Pjesma je u večeri natjecanja bila izvedena osma po redu nakon Finske pjesme Muistojeni laulu koju je izvodila Laila Halme i pjesme Brodovi iz Jugoslavije Vice Vukova. Osvojila je ukupno 42 boda.
Mnogi smatraju kako je Danska s ovom pjesmom pobijedila na poprilično kontroverzan način. Voditeljica Katie Boyle je prilikom glasovanja pozvala norveškog glasnogovornika kako bi od njega preuzela rezultate njihovog nacionalnog žirija. Glasnogovornik je bio nespreman za predaju glasova te je izgovarao imena država pogrešnim redoslijedom. Bilo je potrebno prvo pročitati broj pjesme na ploči za bodove te potom naziv države. Glasnogovornik je zamolio voditeljicu da ga ponovno nazove nakon što su sve zemlje dale svoje bodove te je glasovanje nastavljeno. Nakon što je posljednja zemlja, Luksemburg, predala voditeljici svoje bodove, vodila je Švicarska s 42 boda dok je Danska imala dva manje. Katie Boyle se tada vratila do norveškog glasnogovornika. Glasnogovornik je tada dao bodove koji su se razlikovali od onih koje je dao prvi puta te je Danska preuzela vodstvo. Nakon što je voditeljica još jednom pozvala Monako kako bi provjerila bodove, Danska je proglašena pobjednicom. S obzirom na to da su se norveški bodovi razlikovali od onih koji su dani prvi puta, mnogi su izrazili sumnju u regularnost te optužili Norvešku da je promijenila bodove kako bi omogućila susjednoj Danskoj da ostvari pobjedu.